# Apterona demissa
Apterona demissa är en fjärilsart som beskrevs av Lederer 1863. Apterona demissa ingår i släktet Apterona och familjen säckspinnare. Inga underarter finns listade i Catalogue of Life.